# Brage Skaret
Brage Skaret, né le 28 avril 2002 à Skedsmokorset (en) en Norvège, est un footballeur norvégien, qui évolue au poste de défenseur central au Fredrikstad FK.

## Biographie

### En club
Né à Skedsmokorset en Norvège, Brage Skaret commence le football au Skedsmo FK puis est formé par le Vålerenga Fotball. Il fait ses débuts en professionnel le 22 décembre 2020, à l'occasion d'une rencontre de championnat contre l'IK Start. Il entre en jeu à la place de Magnus Lekven et son équipe s'impose par quatre buts à zéro.
En 2021 Skaret intègre l'équipe première où il a un rôle dans la rotation des défenseurs centraux. En effet, dans ce secteur de jeu Vålerenga compte seulement deux joueurs confirmés avec le capitaine Jonatan Tollås (en) et Ivan Näsberg. Skaret est alors perçu comme un sérieux espoir du club, notamment par ses coéquipiers ainsi que par son entraîneur Dag-Eilev Fagermo (en). Il est décrit comme un défenseur moderne, physique mais à l'aise balle au pied.
Le 19 août 2022, Brage Skaret rejoint le Fredrikstad FK. Il signe un contrat courant jusqu'en décembre 2025.
Skaret inscrit son premier but pour le Fredrikstad FK le 24 mai 2023, à l'occasion d'une rencontre de coupe de Norvège face au SK Sprint-Jeløy (en). Titulaire, il ouvre le score et participe ainsi à la victoire de son équipe par trois buts à zéro,.

### En sélection
Avec les moins de 16 ans il joue sept matchs en 2018 et officie comme capitaine à six reprises.
Brage Skaret représente l'équipe de Norvège des moins de 20 ans, jouant six matchs et avec cette sélection entre 2021 et 2023.